# Aribonidas
Os Aribonidas foram uma família nobre de provável origem bávara que ganharam destaque no Marco da Panônia dos carolíngios e, mais tarde, na Marca da Áustria no final do século IX e início do século X. O nome da dinastia provém de seu ancestral, o marquês Aribo da Áustria (??? - 909). Os Aribonidas mantiveram sua influência no Ducado da Baviera, no Marco da Áustria e em outras partes da Germânia (Marca Oriental Saxã e a Renânia), até o início do século XII, quando desaparecem. 

## Genealogia
Um dos primeiros membros da dinastia identificados foi o Bispo Arbeo de Frisinga (??? - 784), provavelmente relacionado com a família Huosi. O marquês Aribo sucedeu William e seu irmão Engelschalk I na Marca de Panônia em 871, após a morte de ambos lutando contra as forças da Grande Morávia. Como resultado, a dinastia Aribonida teve uma longa rivalidade com os Guilherminos no século IX. Assim como na Guerra dos Guilherminos, os duques da Grande Morávia tendiam a apoiar o Guilhermino Engelschalk II, os Aribonidas, geralmente guerreavam contra Morávios. O marquês Aribo sobreviveu a desastrosa Batalha de Pressburg em 907 e tornou-se o progenitor da dinastia.
Como a maioria dos marcos panônianos tinham sido conquistados pelos Magiares, a família retirou-se para a Baviera. Os Aribonidas controlavam o Arcebispado de Salzburgo por longo tempo. A partir de 985 a dinastia ocupou o cargo de conde palatino na Baviera e logo doou mosteiros como a Abadia de Seeon e Abadia de Göss na Estíria. Eles perderam a sua influência depois de se envolver em uma insurreição liderada pelo Duque Conrado I da Baviera contra o Imperador Henrique III no ano de 1055. No entanto, mantiveram algumas de suas possessões na Caríntia, onde, mais tarde, estabeleceu as abadias de Millstatt e Eberndorf. Na verdade, a família proveu muitos altos eclesiásticos; Bispo Piligrim de Passau (971-991), bem como os arcebispos Aribo do Mainz (1021-1031) e seu irmão Peregrino de Colônia (1021-1036) foram Aribonidas, como seus nomes sugerem.